# Ornipholidotos muhata
Ornipholidotos muhata är en fjärilsart som beskrevs av Herman Dewitz 1886. Ornipholidotos muhata ingår i släktet Ornipholidotos och familjen juvelvingar. Inga underarter finns listade i Catalogue of Life.